# Migration animale longue distance

Fig 1 : Schéma simplifié de la migration animale

La migration animale à longue distance définit les mouvements d’aller et de retour d’animaux entre une zone de reproduction et une zone d’hivernage éloignée l'une de l'autre. Ces mouvements sont généralement répétitifs car saisonniers. Cette migration peut se faire par l’intermédiaire de corridors biologiques. Ceux-ci correspondent à un ou plusieurs milieux qui vont relier l’ensemble des habitats nécessaires au bon déroulement des cycles vitaux d’une espèce.
Ce type de migration s'oppose aux notions de dispersion ou d'essaimage.

## Migration animale

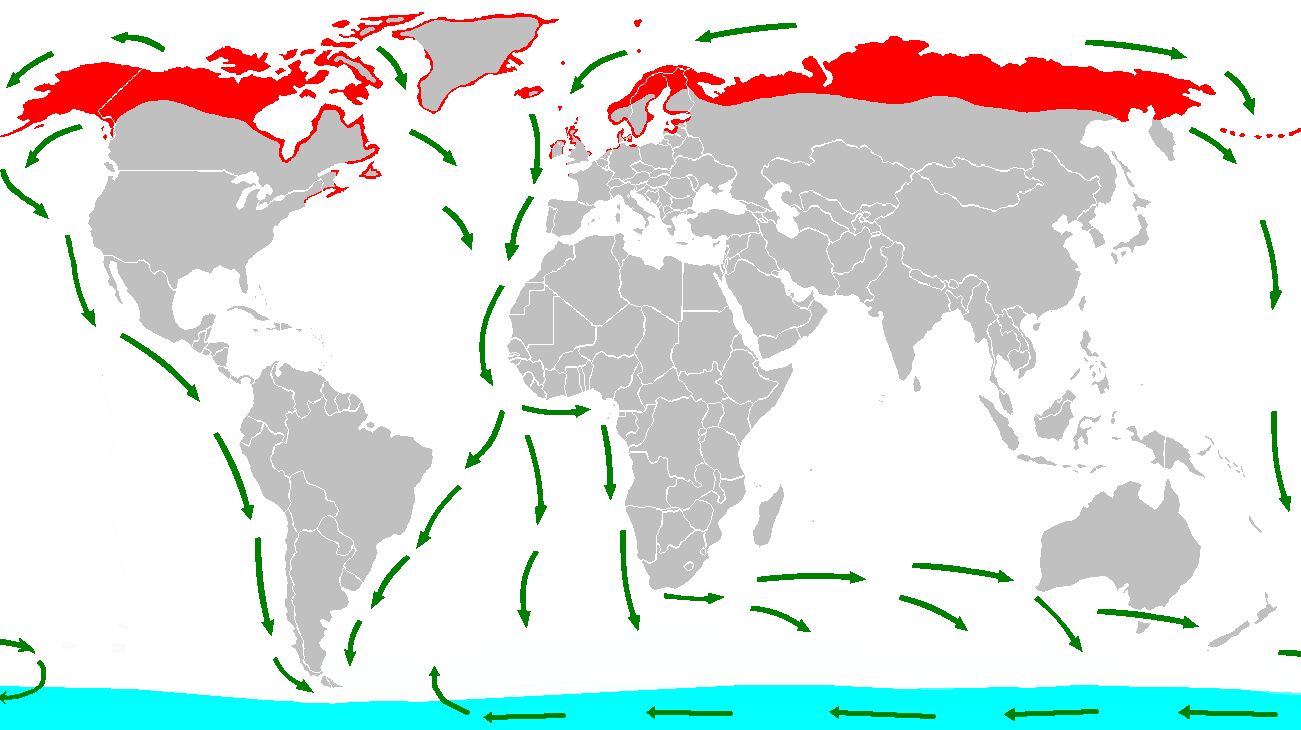
Fig 2 : Carte des trajets migratoires de la sterne arctique Sterna paradisea

La migration est une décision qui a un impact sur la valeur sélective de l’individu migrateur. Elle va nécessiter un certain coût énergétique, mais va permettre de se retrouver dans un meilleur environnement, en suivant la niche écologique. Comme tout déplacement, c’est un trait d’histoire de vie. Un trait d'histoire de vie est défini comme étant un trait biologique qui régit l'allocation en temps et en énergie entre la croissance, la survie et la reproduction d'un organisme et ayant ainsi un effet sur sa valeur sélective. La migration est une des 4 forces évolutives qui agissent en interaction et font évoluer les fréquences alléliques et génotypiques en populations naturelles. Les 3 autres forces sont les mutations, la dérive génétique et la sélection naturelle.
Ce phénomène est actuellement beaucoup étudié, notamment au sein de la phénologie, qui correspond à l’étude de l’apparition d'événements périodiques dans le monde vivant. Par exemple la phénologie peut être illustrée par le départ ou l'arrivée des organismes migrateurs, l'apparition de larves, etc.
Le processus migratoire se découpe en 3 phases :
- le départ ou l’émigration, c’est-à-dire que l’individu va quitter son territoire.
- le transfert, qui va correspondre au trajet entre son lieu de départ et son lieu d’arrivée et qui se fait selon l’utilisation de plusieurs facteurs : champ magnétique, position du soleil…
- l’arrivée ou l’immigration, qui est le moment où l’individu va s’installer dans la nouvelle localité.

Ces 3 phases ne sont cependant pas spécifiques à la migration. Elles sont propres à tout type de déplacement.
La migration n'est pas une dispersion étant donné qu’on a un retour de l’animal sur l'habitat de départ. La migration est donc un déplacement qui a un facteur de dispersion nul, car même si les animaux vont parcourir de grandes distances, ils reviendront se reproduire sur leur lieu de naissance.

### Pourquoi migrer ?
- Réduction de la compétition due à la surexploitation et la surpopulation
- Fuir un taux de prédation trop élevé
- Se reproduire et se nourrir

### Notion de longue distance
La migration est un phénomène dont le principe est bien connu et beaucoup étudié. L'ambiguïté qui peut subsister dans ce sujet est la notion de distance. Nous traiterons ici uniquement des migrations dites de longue distance, bien qu’il existe des migrations à plus petites échelles dites de courte distance (ex. : les migrations nycthémérales). Bien entendu l’objectif de ces déplacements reste le même. Cependant il n’y a pas de définition établie, et les critères pris en compte peuvent être différents. Va-t-on se baser sur la distance absolue du trajet, ou sur une distance relative à la taille de l’individu migrateur ?
Pour certains, une migration est de longue distance uniquement si on change d'hémisphère. Ceci exclut directement les mouvements longitudinaux. Pour d’autres[Qui ?], elle est de longue distance s'il y a traversée d’une mer, comme des individus européens qui traversent la Méditerranée, ou si on est à l'échelle d’un territoire entier.
Nous avons fait le choix ici de parler au niveau de distances absolues, allant au-dessus de milliers de kilomètres, sans faire une relation avec la taille des individus étudiés.
L'exemple classique pour la migration des oiseaux est la Sterne Arctique (Sterna paradisea, Fig 2) qui parcourt en moyenne 70 000 km (aller/retour) entre sa zone d’hivernage en Afrique Australe, en Australie ou Antarctique et son lieu de reproduction. Chez les mammifères, les caribous (Rangifer Tarandus), parcourent quant à eux plusieurs milliers de kilomètres partant de la toundra pour rejoindre la taïga.

## Stratégies de migration

### Facteurs de déclenchement

#### Facteurs biotiques
La migration a pour but premier la survie de l’espèce d’une saison de reproduction à une autre. En effet, si on se réfère principalement à la migration animale en ce qui concerne les oiseaux, il est probablement avantageux pour eux de quitter leurs lieux de reproduction, puisqu’ils ne trouvent plus assez de nourriture en hiver, mais d’y revenir par la suite y trouvant suffisamment de ressources pour leurs juvéniles. La plupart des oiseaux terrestres de l’hémisphère Nord migrent vers le Nord durant le printemps lorsque les ressources en nourriture sont suffisantes et migrent ensuite vers les savanes où la nourriture devient abondante après la saison des pluies. Prenons l’exemple de la sterne arctique (Sterna paradisaea) qui migre de ses terres de reproduction arctiques jusqu’en Antarctique et revient chaque année; ce qui revient à un voyage d’environ 20 000 km à chaque trajet.

##### Pressions intra-spécifique

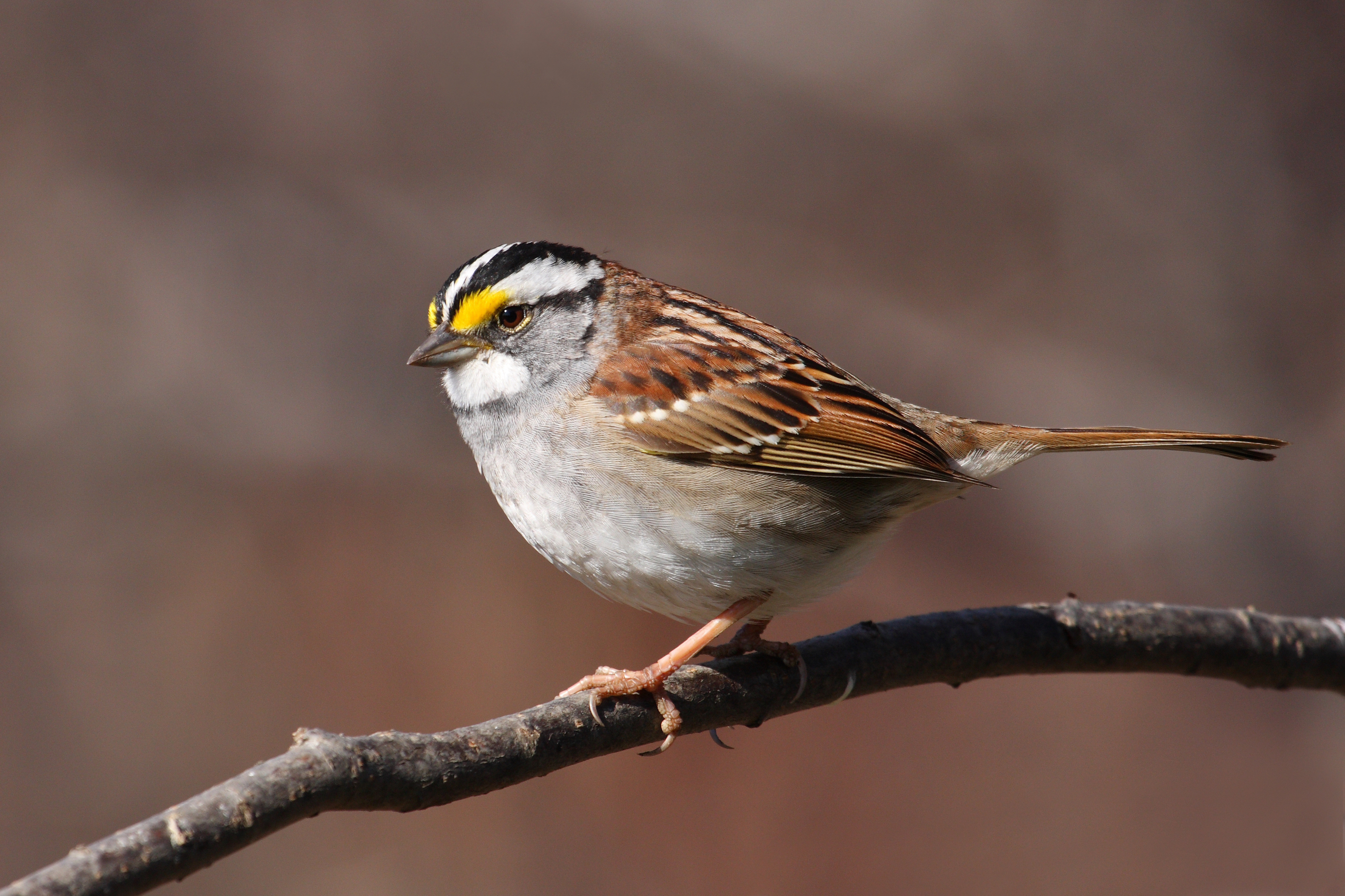
Fig 3 : Bruant à gorge blanche (Zonotrichia albicollis)

Il existe une pression de sélection définie par une compétition intraspécifique, ainsi les dominés (les juvéniles et/ou femelles) doivent migrer vers des sites d’hivernage très loin des sites de reproduction, par rapport aux dominants qui sont donc typiquement les adultes et/ou mâles, expliquant ainsi pourquoi les juvéniles et les femelles migrent plus loin que les dominants. On parle alors de migration différentielle. Pour le bruant à gorge blanche (Zonotrichia albicollis, fig 3), une espèce de passereau de la famille des bruants américains migrant vers le sud des États-Unis chaque Automne en large nombre, cette migration différentielle a été observée entre les mâles et les femelles où les femelles migrent plus loin que les mâles (migration des oiseaux). D’autres hypothèses ont été proposées en plus de la dominance/compétition interclasse : l’hypothèse de la tolérance au froid et l’hypothèse de la « période » d’arrivée. En effet, les femelles ayant une taille corporelle plus petite que les mâles, celles-ci ont une tolérance moindre au froid et doivent donc migrer plus loin vers le sud. De même, les mâles arrivent une à deux semaines plut tôt que les femelles sur les sites de reproduction pour établir leur territoire .
On parle de migration partielle lorsque dans la population animale en question, on y trouve à la fois des résidents mais aussi des migrants. Il y a compétition pour des ressources alimentaires limitées et ainsi les dominants ou les plus compétitifs restent résidents toute l’année alors que les moins compétitifs doivent migrer (généralement les femelles et les juvéniles).
Chez les mésanges bleues (Cyanistes caeruleus), en ce qui concerne les juvéniles, plus de 40 % des femelles et une proportion significative de mâles migrent alors que peu de femelles adultes et aucun adulte mâle ne migrent. La différence de migration entre sexe serait expliquée par l’hypothèse « du moment d’arrivé ». En effet, seuls les mâles sont en compétition pour des territoires durant le printemps et ceux arrivant tôt auraient ainsi un avantage.
La taille est généralement le principal facteur qui détermine la dominance dans la hiérarchie chez les oiseaux. Mais chez les mésanges nonettes (Poecile palustris), c’est l’âge et le sexe qui sont pris en compte pour prédire le rang dans la hiérarchie. Chez les mésanges bleues, il n’y a aucune différence de taille entre les migrants et les résidents.
Dans certains cas, le risque de prédation devient trop élevé par rapport à la disponibilité en ressources. Mais au sein des populations, tous les individus ne sont pas égaux face à la prédation. Les moins vulnérables peuvent se permettre de ne pas migrer ayant ainsi accès aux ressources. Dans le cas inverse, certains individus peuvent partir pour des environnements de meilleure qualité, mais au détriment d’un taux de prédation plus élevé. La prédation peut jouer un rôle dans la migration. En effet, le risque de prédation est un facteur important qui modèle la dynamique et l’évolution de la migration partielle. Il a été montré que chez la Brème commune (Abramis brama), la vulnérabilité à la prédation était un facteur important pour la migration ou non des individus. En effet, les individus qui sont les plus vulnérables à la prédation ont alors une plus forte probabilité de migrer.

##### Pressions inter-spécifiques
Le parasitisme peut également jouer un rôle dans la migration. En effet, les migrations saisonnières vont affecter la prévalence des pathogènes. Il a été montré que les oiseaux de rivage font des migrations de longue distance pour avoir un habitat sans parasite. Hypothèse faite que l’on retrouve moins de parasites dans les habitats de type marins, alpins et arctiques que dans les habitats de type boréals, tempérés et tropicaux.
La sélection a favorisé les espèces ayant un comportement qui minimiserait l’exposition aux parasites pendant la migration.
Chez les papillons monarques Danaus plexippus, les populations d'Amérique du Nord effectuent une migration longue distance avec moins de parasites comparées à celle qui ne migrent pas du tout, qui elle avait la plus haute prévalence en parasites. De plus, les individus les plus lourdement infectés étaient ceux qui migraient le moins loin vers les sites de reproduction. En effet, la migration peut affecter la prévalence parasitaire en influençant la mortalité des hôtes infectés ou en affectant la transmission de maladies. Alors, si les hôtes infectés subissent une mortalité importante durant la migration, la prévalence parasitaire diminuera avec l’augmentation des distances migratoires.
Certaines migrations longue distance peuvent conduire à une synchronisation du taux de prédation. Ce phénomène est appelé l’effet Moran. Ceci a lieu si des populations de prédateurs isolées ciblent les mêmes proies, ou si la migration a lieu sur une échelle telle qu’elle devient disponible pour de multiples populations de prédateurs. C’est le cas des orques avec le saumon royal par exemple.

#### Facteur abiotiques
Au niveau abiotique, la relation avec la migration est plus difficile à établir. Certes, le climat va varier, mais celui-ci va principalement modifier la richesse de l’environnement, et c’est ça qui va créer une compétition ou pousser les espèces à partir. Cette notion de pression abiotique va surtout jouer au niveau de la dispersion.
Néanmoins certains facteurs abiotiques comme la direction ou la vitesse du vent ont une influence sur la facilité avec laquelle l’individu sera susceptible de réussir sa migration. Sans véritablement la déclencher, ces variations peuvent favoriser un “moment” de départ plutôt qu’un autre. Les facteurs abiotiques seront donc plus liés à l’utilisation des ressources énergétiques durant le mouvement migratoire. Ils ont aussi une influence sur les étapes de pauses dans la migration en conditionnant le lieu où les individus vont s’arrêter,.

### Impacts anthropiques
Les corridors biologiques sont un outil important pour le maintien de la connectivité (représentant les trajets entre habitats) du paysage. Ils permettent l’indispensable lien entre les patchs de métapopulations (ensembles de populations en interaction dans une échelle de temps donnée) ou les sites d’hivernage pour les animaux migrateurs. Les corridors réduisent ainsi les risques d’extinction d’espèces et facilitent également les déplacements migratoires. Le flux génétique permis par ces déplacements assure la diversité génétique.
Les activités humaines menacent ce système de dispersion, car la fragmentation des habitats entraîne la rupture de certains corridors biologiques. Ainsi la conversion d’un paysage entier en plusieurs petits ilots séparés les uns des autres représente un réel danger. Actuellement de nombreuses équipes scientifiques travaillent sur la prévision de nouveaux corridors afin de les protéger en amont et ainsi décrire les déplacements potentiels de grands mammifères. Cela en intégrant à un outil algorithmique les difficultés et dangers que représenterait la traversée d’une zone particulière, réduisant ainsi la fitness des individus concernés. Cette fragmentation va être surtout problématique pour les espèces terrestres dont les déplacements vont être empêchés. C’est dans l’ensemble moins embêtant pour les oiseaux, qui ne seront pas gênés par des modifications au sol, sauf si cela empiète sur les zones de pause.
Ces données peuvent également être comparées ensuite avec des données de déplacements déjà enregistrées. Ce modèle rencontre malgré tout certaines limites car il ne tient pas compte des modifications biotiques et temporelles que peuvent subirent ces zones d’une année à l’autre. Nous ne disposons également pas d’énormément d’informations concernant le comportement de certaines espèces.

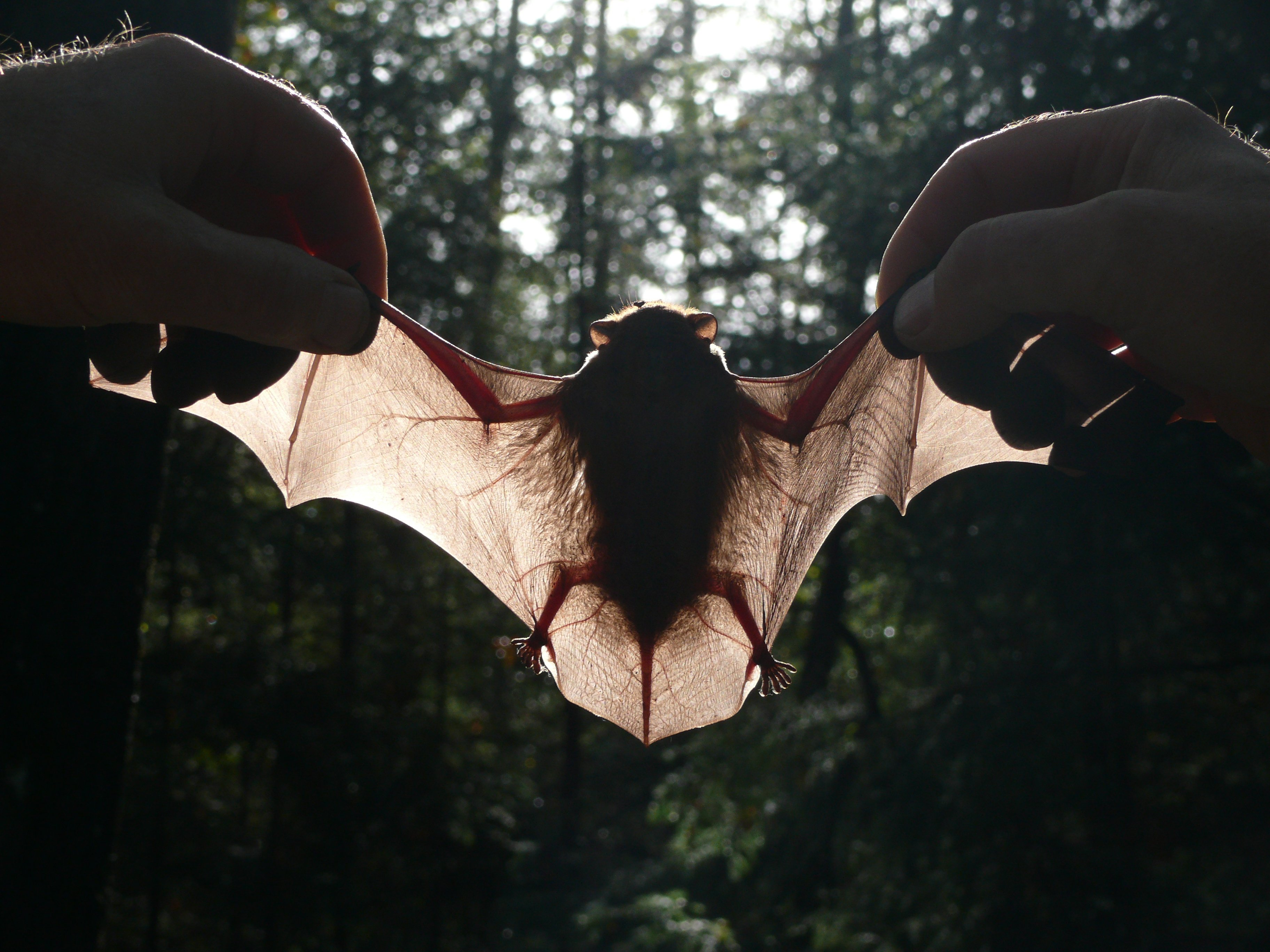
Fig 4 : Manipulation d'une noctule (Nyctalus noctula)

En Europe de nombreuses études ont été effectuées sur différentes espèces de chauves-souris (mammifères migrateurs) comme la Vespertilio murinus, la Pipistrellus nathusii, ou encore la Nyctalus noctula. Les protocoles de captures/recaptures se soldent généralement par de nombreux échecs concernant les chiroptères. Mais on sait malgré tout que leurs trajets à travers l’Europe peuvent atteindre 3 000 à 4 000 km. Une étude isotopique, basée sur la reconnaissance d’isotopes correspondant à une empreintes météorologiques dans les poils de la Noctule (Fig 4). En effet la pluie ou les tissus de proies capturées sont composés d’isotopes décrivant des gradients géographiques à grande échelle. Permettant de décrire des schémas météorologiques et environnementaux entrepris par les individus migrateurs, conduisant à une voie prometteuse pour l’étude de la migration animale et sa protection.
Les tortues marines (qui migrent toutes excepté les mâles olivâtres) utilisent les corridors sous-marins, ainsi que le champ magnétique terrestre et les courants marins. La pose de filets a un impact considérable sur les trajets de migrations des tortues.
Les changements climatiques posent problème dans la chronologie des migrations exercées par les animaux dont le départ est orchestré par des changements de températures. Ceci va ainsi modifier la phénologie. En effet certains oiseaux migrateurs se voient commencer leur migration de plus en plus tôt. Ceci entraîne une modification du timing des événements saisonniers (comme la reproduction) mais également de leur distribution. Ces changements provoquent alors des dysfonctionnements dans la répartition des ressources: les oiseaux qui modifieraient leur date d’arrivée devraient faire face à des conditions défavorables ou à un manque de ressource. Et ceux qui arriveraient normalement et du coup plus tard seraient alors désavantagés quant à la reproduction (préparations de la reproduction et choix du partenaire).

## Stratégies évolutives

### Évolution comportementale
La migration peut être perçue par l’écologie comportementale, ainsi à travers cette démarche nous cherchons à définir et dévoiler les mécanismes du comportement migratoire au sein d’une population donnée. Le comportement correspond à l’ensemble des processus de décisions par lesquels les individus ajustent leur état et leur situation par rapport aux variations de l’environnement, celles-ci pouvant être biotiques et abiotiques.
Ce comportement correspond ici à un déplacement, et sa modification permet le suivi de la niche écologique sur des lieux différents et à différents moments. Il n’y a pas de changement de niche écologique. Ce comportement constitue un paramètre facilement difficilement observable. En effet, même si la fluctuation temporelle est remarquable, il est plus compliqué de faire un suivi tout au long du parcours des individus et de connaître leur lieu exact d’arrivée. Ainsi face aux différentes pressions de sélection subis par les individus, il est nécessaire de leur part d’établir des stratégies en vue d’améliorer leur fitness et d'adopter un comportement favorisant l’accès à des ressources ou à des partenaires dans la reproduction.
La migration serait donc un comportement synchronisé avec les changements saisonniers, déplacements s’effectuant vers l’habitat de reproduction (mouvement de dispersion/regroupement) et vers un accès aux ressources, pour l’alimentation (source d’approvisionnement).
À de nombreux comportements s’associent un apprentissage, les déplacements (comportement considérés ici), ont des composantes définies (la période, la direction, le cadre spatial) qui nécessitent un apprentissage. C’est cet apprentissage qui vient renforcer ou modifier l’expérience acquise par l’individu. On sait que l’expérience peut intervenir notamment lors du choix de la direction du déplacement.

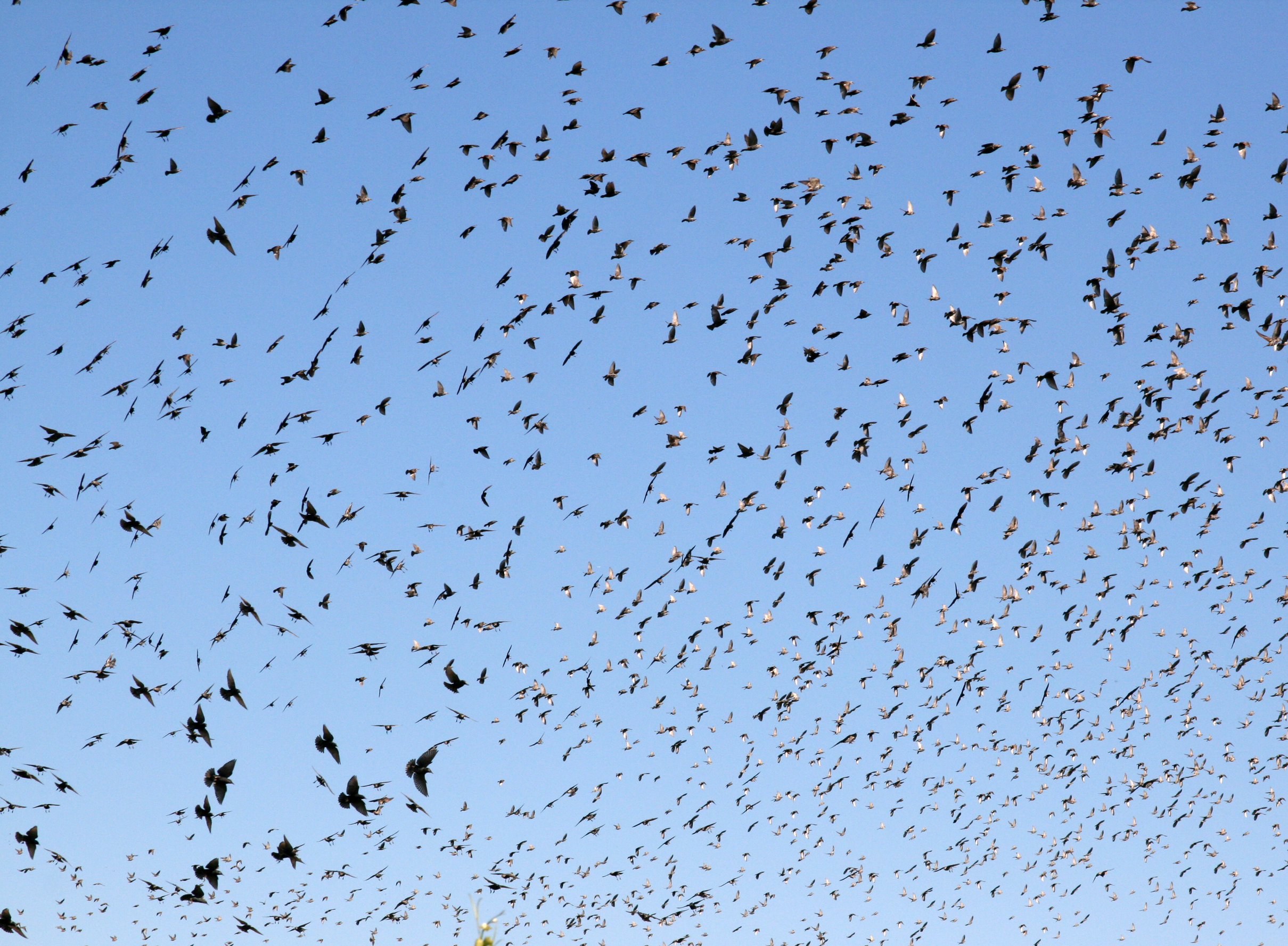
Fig 6 : Phénomène migratoire de l'étourneau sansonnet (Sturnus vulgaris)

Ainsi prenons l’exemple du comportement migratoire des étourneaux sansonnets (Sturnus vulgaris, Fig 6), où l’on a démontré que les aptitudes de migrations différaient entre les jeunes inexpérimentés et les adultes. Leur migration correspond à quitter les terres Baltiques (lieu de reproduction) vers les îles britanniques (zone d’hivernage). Une capture est effectuée sur le trajet des étourneaux, et ils sont réintroduis en Suisse. On cherche donc à observer des corrections de trajectoire durant la reprise de leur trajet migratoire. Ainsi les oiseaux adultes compensent leur trajet en remontant directement vers les îles britanniques. Les jeunes inexpérimentés continuent leur route et finissent par arriver en Espagne. Nous avons ainsi démontré, que les jeunes inexpérimentés effectuent un vol à l’orientation, et que les expérimentés quant à eux suivent une réelle navigation. Certaines modifications comportementales ont donc permis à des espèces de faciliter cette migration.
Alors que la dispersion est généralement un mouvement solitaire, la migration se fait la majeure partie du temps de façon coordonnée. Cette synchronisation peut être particulièrement forte quand certaines conditions sont temporellement limitées. Par exemple, chez certains nicheurs arctiques, la période d’élevage est assez étroite ce qui entraîne une synchronisation plus importante au moment de la migration printanière qu’au moment du retour sur les terres d’hivernage. Dans d’autres cas ce départ est dû au fait que les individus perçoivent certains signaux de l'environnement.
On observe que des animaux plutôt solitaires changent leur comportement social afin de migrer en larges groupes, et ainsi avoir un comportement de coopération lors du déplacement,. Dans d’autres cas, on remarque que le départ ne se fait pas forcément en même temps pour l’ensemble de la population, mais qu’il y a quand même des départs groupés. Ceci s’explique du fait de la variation entre les phénotypes. Les stratégies migratoires peuvent totalement varier entre deux générations différentes au sein de la population.
Prenons une étude de ce comportement à l’échelle de l’individu. L’évolution du comportement "migrateur" ou "résident" (qui ne migre pas, ou effectue un déplacement très court) est fonction des conditions environnementales (ici le terme d’évolution ne correspond pas à l’apparition du caractère mais à sa pérennité et à de potentielles modifications de celui-ci). L’estimation des coûts et bénéfices dans la migration en termes de survie et de croissance, fut l’objet d’études récentes. Ainsi on a cherché à comprendre les conditions écologiques sélectionnant le comportement "migrateur" et "résident". Se demandant également quelles informations guideraient le déplacement des individus et les conséquences du manque de ces informations. Les « coûts et bénéfices » de ce comportement « dépendent en partie des conditions écologiques »,. Les conditions écologiques, définies par l’accessibilité à l’eau, la nourriture, et la volonté de quitter des conditions climatiques difficiles gouvernent l’application du comportement migratoire. Limiter les pressions de sélections dues au parasitisme et la prédation en sont de bons exemples également. Pourtant il semble que le mouvement migratoire ne soit dirigé uniquement que par un seul facteur. Beaucoup d’oiseaux migrateurs, migrent des hautes latitudes vers de basses latitudes (correspondant aux zones d’hivernages). Les baleines également se nourrissent dans des mers à hautes latitudes et descendent pour la reproduction. Très généralement le mouvement vers les pôles est dirigé par l’accès aux ressources et pour la reproduction. Les trajets migratoires de certains ongulés d’Europe suivent celui des gradients de nourriture. Ainsi sont définis différents éléments pour expliquer le comportement migratoire, l’information historique (correspondant au patrimoine d’informations déjà présentes, transmises génétiquement ou acquise), la partie ressource (définissant les directions vers les hotspots de nourriture), et l’interaction sociale (avec une migration en groupe ou solitaire). Les individus « résidents » ne tiennent uniquement compte de la distribution des ressources. Minimisant donc les valeurs historiques et sociales, adoptant un comportement migratoire limité. Ils restent sur place et sont amenés à migrer, le faisant sur de petites distances. Les individus développant un comportement migratoire, quant à eux n’utilisent pas uniquement la répartition des ressources et se concentrent essentiellement sur le facteur social et historique du comportement, le poussant à migrer sur de plus grandes distances.
La migration étant un trait d’histoire de vie, elle comporte des coûts et des bénéfices se traduisant de différentes manières. De ce fait, les bénéfices sont associés, à une accumulation de ressources durant le trajet comme les Gnous bleus (Connochaetes taurinus), utilisant ce bénéfice directement durant le déplacement (entrainant un impact sur la biomasse). Pour d’autres espèces, les bénéfices apparaissent avec l’arrivée, concernant les Harengs (Culpea harengus), ils descendent vers le sud du globe jusqu'à ce que la température soit suffisamment haute pour le développement de la larve où ils s'arrêteront. Le coût de cette migration correspond au risque de mortalité durant le trajet, par exemple chez les Grives (Catharus thrushes), celui-ci est dû aux conditions climatiques, en effet les températures très basses rencontrées durant le vol demandent beaucoup d’énergie à laquelle s’additionne celle pour le maintien du vol.
Cela confirmant donc l’idée selon laquelle la migration correspond au changement d’usage des informations biotiques (ignorer l’information concernant les ressources locales) et un mouvement physique corrélé, permettant le déplacement sur de longues distances. La distribution spatiale de ressources semble donc influencer l’attitude comportementale des individus résidents.

#### Héritabilité culturelle et génétique
Chez de nombreuses espèces, la modification du comportement au cours du temps peut s’effectuer indépendamment de l’influence des congénères. C’est une expérience individuelle. Ainsi un individu peut ajuster son comportement suivant un processus d’essai-erreur qui peut avoir un gros coût en cas d’erreur (pouvant aller jusqu’à la mort de l’individu).

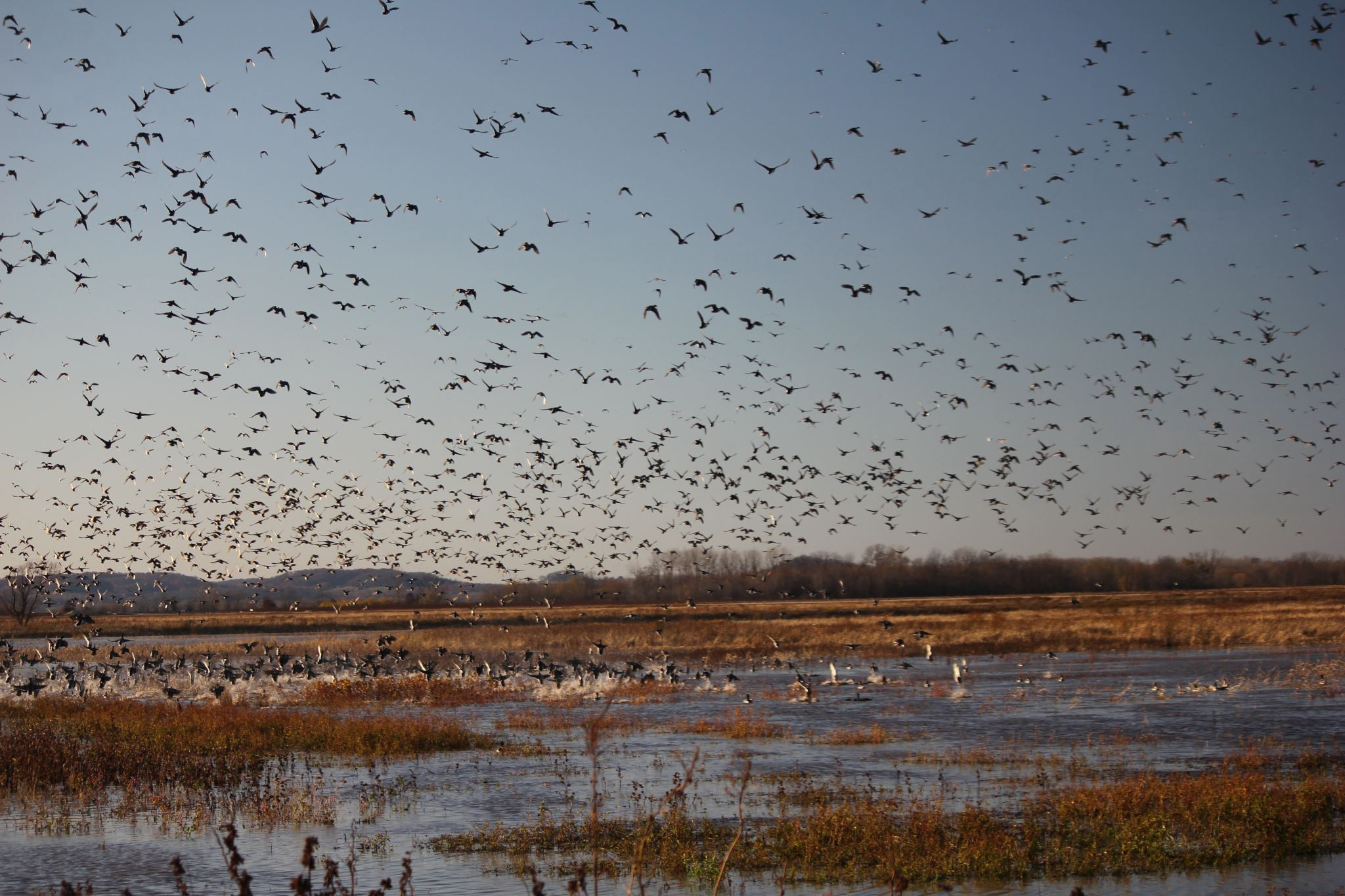
Fig 7 : Migration des oies sauvages

Dans d’autres cas, la modification comportementale peut s’effectuer en lien avec des congénères, par une transmission entre individus à travers des processus sociaux (nous ne considérons pas uniquement l’aspect dans des populations d’animaux sociaux), tels que l’enseignement (d’une mère à son enfant, exemple de l’orang-outan) ou par l’imitation des jeunes pour leurs ainés. On parle ainsi de « transmission horizontale » ou autrement dit de « transmission culturelle »,,,,.
Pour le comportement de migration, on retrouve ce phénomène d’imitation assez rarement chez les oiseaux. C’est le cas chez certaines oies (Fig 7). Ce phénomène est peut-être plus fréquent chez les mammifères. Plus généralement, l’amplitude et la direction du mouvement migratoire sont fortement conditionnés génétiquement, comme c’est le cas chez les fauvettes ou le papillon monarque.
D’une façon générale, les stratégies vont varier en fonction du groupe taxonomique. Les tortues juvéniles utilisent, juste après leur éclosion, les champs magnétiques pour se déplacer, et enregistrent également le lieu de leur naissance avant de migrer vers leur lieu de vie.
L’existence du processus culturel peut changer fortement les produits de la sélection naturelle. Nous conclurons pour la partie transmission du comportement, par l’importance de préciser que malgré le contexte évolutionniste du sujet, il est crucial de s’assurer une transmission génétique du processus culturel.
Ainsi l’apprentissage, l’imitation, l’enseignement, rendent héritable ce processus culturel. Les variations culturelles répondent à la sélection naturelle car des variations de cultures existent. Ces variations subissent des pressions de sélections et elles sont héritables.

### Évolution métabolique
L’aspect évolution métabolique est un facteur fondamental chez certaines espèces dont la migration dépend en grande partie d’un changement de leur métabolisme, elle peut être considérée comme le moteur de la migration. Cela correspond plus précisément à la maximisation de leur fitness afin de réussir cette étape de migration essentielle à la survie de l’espèce. L’évolution métabolique de l’individu correspond plus précisément à des changements au niveau de la sécrétion hormonale, et ce pour plusieurs hormones. Au vu de la quantité importante d’énergie qu’il est nécessaire d’allouer à la migration, l’évolution métabolique de l’individu permet dans la majeure partie des cas d’augmenter les réserves énergétiques avant d’entamer la migration.
Cette évolution est sous contrôle génétique, ces mécanismes sont le plus souvent déclenchés par des changements abiotiques de l'environnement. La prédictibilité des événements d’une année sur l’autre joue aussi un rôle, mais dans d’autres cas c’est justement un évènement imprévu qui déclenche l’évolution métabolique.
Puis à la suite de l’accumulation des réserves, l’individu doit être en mesure de les utiliser durant son mouvement migratoire. Un flux important de lipides est rendu accessible par des navettes lipoprotéiques et des protéines de liaison aux acides gras (FABPs) qui vont accélérer ce transport et augmenter la machinerie métabolique pour les lipases. Cela permet donc à l’individu d’avoir accès rapidement et en grande quantité à des ressources emmagasinées indispensables au long parcours qui l’attend. Via ces phénomènes, d’autres mécanismes sont accentués comme la performance musculaire par la restructuration des phospholipides membranaires. Ce type d’évolution métabolique est essentiel aux migrateurs qui effectuent leur trajet sur de longues distances. Les bénéfices issus de cette évolution sont d’une importance primordiale notamment au niveau de l’utilisation des ressources au vu d’avoir une endurance suffisante pour mener à bien la migration.
Pour certaines espèces ces évolutions permettent aux individus de franchir des barrières naturelles, par exemple le saumon (Salmo salar) commence à migrer en eau salée puis remonte une rivière d’eau douce pendant sa migration. Il est nécessaire que son métabolisme s’adapte à ces changements abiotiques de son environnement afin de survivre lors de sa migration. Cette évolution métabolique ne peut se faire que si et seulement si le saumon a accumulé assez de réserves énergétiques lors de son séjour en mer. Chez le saumon, d’autres balances hormonales entrent en jeu en fonction de la distance parcourue lors de la migration. L’activité des enzymes lysosomiales venant des muscles blancs augmente d’autant plus que la distance parcourue est importante, et plus particulièrement pour les carboxypeptidases, les cathepsines et la β-glucosaminidase. Pour les cathepsines, leur activité peut être multipliée jusqu’à 7 fois et 2 pour les carboxypeptidases. D’autres variations enzymatiques ont lieu dans les muscles rouges et le cœur de l’individu.
Certains oiseaux sont aussi capables d’évolution métabolique visant à augmenter l’altitude à laquelle ils migrent, dans les cas où les corridors migratoires franchissent de hautes chaînes de montagnes.

Fig 5 : Structure topologique d'une molécule de corticostérone.

Il est à noter que l’évolution métabolique peut avoir lieu sur le site « objectif » de la migration, notamment celui de la reproduction. Chez le Moqueur polyglotte (Mimus polyglottos), on observe des changements de la balance hormonale pour la testostérone, la progestérone et les corticostérones (Fig 5). En phase de reproduction, avant la naissance des juvéniles, la concentration en testostérone augmente à son maximum chez le mâle et chez la femelle en quantité moindre. Cette évolution permet d'optimiser la réussite de la nidification. Après la naissance des juvéniles une nouvelle balance hormonale se met en place, la concentration de testostérone diminue un peu et la concentration en corticostérones augmente, ce qui favorise le comportement nourricier des mâles pour leurs petits. Pour les femelles ce sont les concentrations en progestérone et en corticostérones qui augmentent afin d’améliorer l’incubation des jeunes.
Ici l’évolution métabolique n’est pas directement liée au mouvement de la migration en lui-même mais plutôt pour maximiser la réussite de l’« objectif » de la migration.
En synthèse de cette partie, on a pu mettre en lumière différentes évolutions métaboliques qui ont chacune un but précis dans le succès de la migration. Tout d’abord une évolution métabolique qui peut être qualifiée d’indispensable ou motrice. Elle conditionne la capacité de départ pour l’individu ainsi que sa réussite du déplacement migratoire jusqu’au site d’hivernage ou de nidification. C’est ce type d’évolution métabolique qui influe directement et à une échelle importante sur la fitness de l’individu.
De plus on a pu voir que d’autres évolutions sont possibles afin de maximiser encore plus la réussite de ce trait d’histoire de vie et notamment lors du déplacement. Certains organismes doivent s’adapter à des barrières naturelles et font donc varier leur métabolisme en fonction de l’obstacle rencontré. D’autres optimisent leur objectif de migration.
Dans tous les cas, une évolution métabolique est nécessaire pour assurer la pérennité des espèces migratrices aussi bien pour le déplacement en lui-même que pour d’autres processus de survie.

## Coûts de la migration
Le coût de la migration est représenté par un compromis évolutif (trade-off) entraînant des compensations entre traits d’histoire de vie. Ce compromis peut avoir un impact immédiat sur un individu donné et indirecte sur plusieurs générations. Ainsi il va influencer la valeur sélective de l’individu et celle de la population sur le long terme.
Différents types de trade-off peuvent être mis en jeu avant, pendant et après un événement de migration :
- Prédation/croissance : ce type de trade-off correspond à un compromis entre l’évitement du prédateur, c’est-à-dire un changement d’habitat, et le taux de croissance, induit ici par l’alimentation. La migration est alors illustrée par un changement d’habitat dans le but de minimiser les pertes (dans une population) occasionnées par la prédation. Ceci, en dépit d’une meilleure alimentation[25]. Cependant certains animaux « hungry animals » vont préférer sélectionner un habitat où les ressources sont abondantes même si cela implique une présence accrue de prédateurs[26].

- Constitution de réserves énergétiques/succès reproducteur : la notion importante ici est la notion de temps, avec le départ en migration. En effet les individus qui partiront plus tôt, donc arriveront plus tôt, seront avantagés par rapport à l’événement de reproduction et auront alors un meilleur succès reproducteur. Or un animal partant plus tôt aura donc emmagasiné moins de réserves énergétiques, ce qui en fait un animal de "moins bonne qualité". Arriver avant les autres sur le territoire de reproduction lui est alors avantageux et il pourra avoir un meilleur succès reproducteur. Un animal qui aura passé plus de temps à se nourrir (et qui partira plus tard) aura plus de mal à trouver un partenaire sexuel[27],[28].

- Trade-off dans l'évolution métabolique : l’individu doit faire des compromis au sein de son métabolisme, dont le but est de détourner l’investissement d'une tâche qui n’est pas nécessaire vers une qui interviendra dans la migration. En général l'évolution métabolique permet l’accumulation de réserves énergétiques. Certaines fonctions telles que la reproduction (investissement dans la recherche d’un partenaire, coûts dus à la sélection sexuelle, métabolisme hormonal) ou la fabrication d’un habitat sont abandonnées. Cet abandon permet donc d’investir plus d’énergie dans la tâche nécessaire à la réussite de la migration.

Encore une fois, la fitness de l’individu est intimement liée aux Trade-offs, le but étant de maximiser via ces compromis la réussite d’une étape indispensable.